# 艾西·達揚
艾西·達揚（Asaf "Assi" Dayan，1945年11月23日—2014年5月1日），是一名以色列电影导演、演员、剧作家、电影制片人。2008年，他表演了超过50部电影和电视剧。
2014年5月1日，他死于特拉维夫，享年68岁。